# Хун Янь
Хун Янь (кит.: 洪雁; нар. 28 вересня 1988) — китайська борчиня вільного стилю, дворазова призерка чемпіонатів світу, чемпіонка і призерка чемпіонатів Азії, переможниця Кубку світу.

## Життєпис
Боротьбою почала займатися з 2002 року.
Виступала за борцівський клуб міста Шеньян. Тренер — Лю Хей.

## Спортивні результати на міжнародних змаганнях

### Виступи на Чемпіонатах світу
| Змагання                        | Збірна | Вагова категорія          | Місце  |
| ------------------------------- | ------ | ------------------------- | ------ |
| Чемпіонат світу з боротьби 2008 | КНР    | жіноча боротьба, до 72 кг | Срібло |
| Чемпіонат світу з боротьби 2012 | КНР    | жіноча боротьба, до 67 кг | Бронза |

### Виступи на Чемпіонатах Азії
| Змагання                       | Збірна | Вагова категорія          | Місце  |
| ------------------------------ | ------ | ------------------------- | ------ |
| Чемпіонат Азії з боротьби 2009 | КНР    | жіноча боротьба, до 72 кг | Золото |
| Чемпіонат Азії з боротьби 2012 | КНР    | жіноча боротьба, до 72 кг | Бронза |

### Виступи на Кубках світу
| Змагання                    | Збірна | Вагова категорія          | Місце  |
| --------------------------- | ------ | ------------------------- | ------ |
| Кубок світу з боротьби 2010 | КНР    | жіноча боротьба, до 72 кг | 9      |
| Кубок світу з боротьби 2011 | КНР    | жіноча боротьба, до 67 кг | Золото |
| Кубок світу з боротьби 2013 | КНР    | жіноча боротьба, до 72 кг | 8      |

### Виступи на інших змаганнях
| Змагання                               | Збірна | Вагова категорія          | Місце  |
| -------------------------------------- | ------ | ------------------------- | ------ |
| Гран-прі Німеччини з боротьби 2007     | КНР    | жіноча боротьба, до 72 кг | Срібло |
| Austrian Ladies Open 2007              | КНР    | жіноча боротьба, до 72 кг | Бронза |
| Міжнародний меморіал Дейва Шульца 2010 | КНР    | жіноча боротьба, до 72 кг | Бронза |
| Гран-прі Туркуена з боротьби 2011      | КНР    | жіноча боротьба, до 67 кг | Золото |
| Міжнародний меморіал Дейва Шульца 2013 | КНР    | жіноча боротьба, до 72 кг | Бронза |
| Гран-прі Парижа з боротьби 2015        | КНР    | жіноча боротьба, до 69 кг | Бронза |
| Klippan Lady Open 2015                 | КНР    | жіноча боротьба, до 69 кг | Бронза |